# Резня в Маунтин-Медоуз

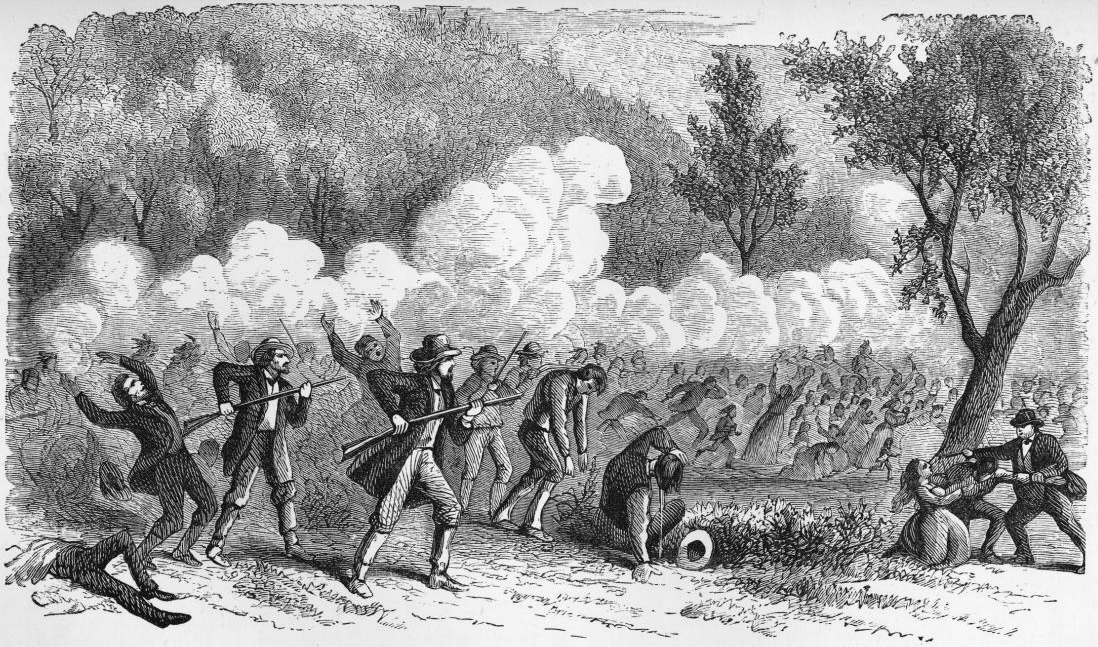
Резня в Маунтин-Медоуз

Резня в Маунтин-Медоуз (англ. Mountain Meadows massacre) — событие американской истории, произошедшее в 1857 году на Территории Юта (ныне штат), населённой преимущественно мормонами; истребление транзитного каравана повозок белых переселенцев-немормонов мормонской «милицией» (вооружённым ополчением).

## Описание и детали
В 1857 г. большой караван в несколько сот переселенцев под руководством неких Бейкера и Фенчера, направлявшийся из Арканзаса в Калифорнию, с женщинами и детьми, проходя через территорию Юта, не согласился остаться в Солт-Лейк-Сити. Посланный Бригамом Янгом (лидером мормонов и губернатором Юты) майор Ли с хорошо вооружённым отрядом территориальной милиции напал на караван и отрезал путников от воды. После четырёхдневных напрасных попыток прорваться, переселенцы вступили в переговоры с мормонами.
Ли потребовал, чтобы они сложили оружие, обещая в обмен пропустить их дальше; когда же переселенцы исполнили требование, он велел своим людям перестрелять безоружных, в результате чего погибло 120 человек, в том числе женщины и дети.
По требованию правительства США майор Ли был арестован, поспешно судим и казнён, и, хотя многие предполагали, что он был только слепым исполнителем приказаний мормонского «патриарха», того не тронули. Через 2 года американский генерал Карлтон похоронил скелеты погибших и поставил на месте побоища каменный памятник с неприятной для мормонов надписью. Однако по приказу Бригама Янга памятник был разрушен.

## В литературе
Резня в Маунтин-Медоуз упоминается главным героем романа Джека Лондона «Межзвёздный скиталец» Даррелом Стендингом. В одной из глав он предстаёт в образе девятилетнего мальчика Джесси Фенчера, сына одного из двух предводителей отряда, капитана Фенчера. Главный герой от лица мальчика повествует об осаде лагеря переселенцев мормонами и индейцами и о жестокой расправе над всеми его обитателями после сдачи переселенцев в плен. Позднее, вернувшись из параллельной реальности в тюремную камеру, Стендинг, переведённый в тюрьму Фолсем и приговорённый там к повешению, встречает одного из участников этих событий, к тому времени уже старика Мэтью Дэвиса, приговорённого к пожизненному заключению. Дэвис подтверждает всё виденное Стендингом и говорит, что сам был ребёнком в одной из семей переселенцев, но ему удалось выжить, так как мормоны пощадили совсем маленьких детей. Также Дэвис рассказывает Стендингу и о судьбе майора Ли, казнённого на том самом месте, где расправились над поселенцами.